# Willy Pfister (Historiker)
Willy Pfister (* 1912 in Aarau; † 22. Dezember 2003) war ein Schweizer Historiker.

## Leben
Er verfasste mehrere Bände der im Verlag Sauerländer erschienenen Beiträge zur Aargauergeschichte. «Für den bernischen Aargau hat Willy Pfister die Lebensläufe von Individuen verfolgt, die in fremde Dienste zogen, und ermittelt, wie viele von ihnen in die Schweiz zurückkehrten und wie lange die Ortsabwesenheit dauerte.»

## Veröffentlichungen
- Das Chorgericht des bernischen Aargaus im 17. Jahrhundert. 1939.
- Die Prädikanten des bernischen Aargaus im 16.–18. Jahrhundert, 1528–1798. Zwingli, Zürich 1943.
- mit Hans-Jörg Gilomen: Die Einbürgerung der Ausländer in der Stadt Basel im 19. Jahrhundert (= Quellen und Forschungen zur Basler Geschichte. Band 3). Reinhardt, 1976, ISBN 3-7245-0374-1.
- Aargauer in fremden Kriegsdiensten. In: Beiträge zur Aargauergeschichte. 1980 (Digitalisat).
- Aargauer in fremden Kriegsdiensten. 2 Bände. Sauerländer, Aarau 1980–1984.
  - Band 1: ISBN 3-7941-2172-4.
  - Band 2: ISBN 3-7941-2651-3.
  - Band 3: Die Aargauer im bernischen Regiment und in der Garde in Frankreich 1701–1792. ISBN 3-7941-2172-4.
- Die Reformierten Pfarrer im Aargau seit der Reformation: 1528–1985. Sauerländer, 1985, ISBN 3-7941-2237-2[3]
- Die Gefangenen und Hingerichteten im bernischen Aargau. in: Beiträge zur Aargauergeschichte. 1993 (Digitalisat).